# Commerveil
Commerveil település Franciaországban, Sarthe megyében. Lakosainak száma 138 fő (2022. január 1.). Commerveil Saint-Rémy-des-Monts, Saint-Vincent-des-Prés, Monhoudou, Pizieux és Saint-Calez-en-Saosnois községekkel határos.

## Népesség
A település népességének változása:
| Lakosok száma | 123  | 132  | 136  | 137  | 137  | 138  | 138  | 138  | 138  |
|               | 2013 | 2015 | 2016 | 2017 | 2018 | 2019 | 2020 | 2021 | 2022 |